# Nikolina Shtereva
Nikolina Pavlova Shtereva (en bulgare : Николина Павлова Щерева, née le 21 janvier 1955 dans la ville de Sofia) est une athlète bulgare spécialiste du 800 mètres et du 1 500 mètres. 

## Carrière

### Palmarès
| Date | Compétition                    | Lieu     | Résultat | Performance   |
| ---- | ------------------------------ | -------- | -------- | ------------- |
| 1976 | Championnats d'Europe en salle | Munich   | 1re      | 2 min 02 s 2  |
| 1976 | Jeux olympiques d'été          | Montréal | 2e       | 1 min 55 s 42 |
| 1979 | Championnats d'Europe en salle | Vienne   | 1re      | 2 min 02 s 6  |
| 1979 | Coupe du monde des nations     | Montréal | 1re      | 2 min 00 s 52 |
| 1980 | Jeux olympiques d'été          | Moscou   | 7e       | 1 min 58 s 71 |
| 1981 | Championnats d'Europe en salle | Grenoble | 3e       | 2 min 02 s 50 |
| 1982 | Championnats d'Europe          | Athènes  | 7e       | 2 min 01 s 77 |
| 1987 | Championnats d'Europe en salle | Liévin   | 5e       | 4 min 14 s 92 |

### Records
| Épreuve      | Performance   | Lieu   | Date |
| ------------ | ------------- | ------ | ---- |
| 800 mètres   | 1 min 55 s 42 | Munich | 1976 |
| 1 500 mètres | 4 min 02 s 33 | Munich | 1976 |